# لس (خاک)
ذرات ریزتر در بیابان توسط باد به مسافت‌های دورتری حمل می‌شوند. ریزترین مواد حمل شده توسط بادها به صورت لایه‌هایی روی هم انباشته می‌شوند که به مجموع آن‌ها لس می‌گویند. این خاک‌های ریزدانه و زرد و قرمز را در شمال چین، اروپای مرکزی و برخی نواحی ایالات متحده آمریکا و ترکمن صحرا ،آقبند در ایران می‌توان دید.
غالب خاک‌های لس به دلیل ترکیبات رسی دارای رنگ قرمز است.
منشأ آن‌ها گرد و خاک بیابان‌ها و رسوبات خشک شدهٔ کف رودها و دریاچه‌هایی است که پس از محو یخچال‌های طبیعی خشک شده‌اند.
خاک لس یا فروریزشی یا رُمبنده، از ذرات ماسه و رس تشکیل شده‌است. ساختار شش‌پهلویی آن باعث به وجود آمدن حفره‌هایی می‌شود و با افزایش رطوبت، شکسته شده و مقاومت خاک به صورت ناگهانی کاهش می‌یابد.